# Chevignon

Chevignon-Logo im Wandel der Zeit

Chevignon ist eine französische Modemarke für Herren- und Damenbekleidung, die vor allem in den 1980er Jahren für ihre Vintage-Lederjacken im amerikanischen Stil der 1950er Jahre bekannt war. Sie ist seit 2018/19 im Besitz des Schuhhandelskaufhauses Royer und der beiden Unternehmer Stephane Collaert und Thierry Le Guenic.

## Unternehmensgeschichte

### Gründung
Das Unternehmen Charles Chevignon wurde 1979 von dem aus einer Pied-noir-Familie stammenden Franzosen Guy Azoulay (* 1955) in Paris gegründet. Die Firma stellte zunächst Bomberjacken, sogenannte „Flights“, im Stil der amerikanischen Air-Force her. Das Unternehmen ist nach dem fiktiven Air-Force-Piloten Charles Chevignon benannt. Ursprünglich hatte Azoulay Fliegerjacken aus alten Armeebeständen aufgekauft, modisch überarbeitet und erfolgreich weiterverkauft. Aufgrund der großen Nachfrage und weil seine Bestände an Armee-Jacken schnell aufgebraucht waren, übertrug Azoulay die Stonewash-Technik aus der Jeansbearbeitung auf die Lederbearbeitung, um aus neuer Leder-Rohware Vintage-Jacken herzustellen, die aussahen, als seien sie gebraucht und damit authentisch. Das Markenimage von Chevignon sollte den American Way of Life der 1950er Jahre und den American Dream widerspiegeln. Die Zielgruppe des Unternehmens waren zu Anfang junge Männer zwischen 25 und 35 Jahren.

### Expansion ab Mitte der 1980er
Bereits im Jahr 1981 belief sich der Umsatz auf fast 100 Mio. Francs. 1984 wurden weitere Labels lanciert, u. a. Chevignon Conquest (Jeans und Sportswear), Chevignon Kids (Kinderbekleidung), Chevignon Che (Freizeitbekleidung) sowie Togs Unlimited (Daunenkleidung). 1987 wurde das Chevignon-Portfolio um Accessoires und Gepäck erweitert. Chevignon bot nun das Komplettprogramm für den Kleiderschrank und machte sich auch im Jeansgeschäft einen Namen. Auf dem französischen Markt konkurrierte Chevignon bspw. mit Sportswear-Marken wie Chipie oder Cimarron. Ab den späten 1980er Jahren wurde das Filialnetz des Unternehmens in Frankreich und im Ausland durch ein Franchising-System vergrößert und Chevignon-Boutiquen in New York, Hongkong, Tokio und weiteren 20 Ländern eröffnet. In den 1990ern wurden zudem Lizenzen für Brillen, Uhren und Düfte vergeben. Für eine kurze Zeit gab es sogar Chevignon-Zigaretten, welche aufgrund der jugendlichen Zielgruppe durch öffentlichen Druck allerdings wieder vom Markt genommen wurden. Auf dem deutschen Markt, in dem das Unternehmen ab Ende der 1980er Jahre tätig war, wurden Chevignon-Jacken „für 650 bis 800 Mark“ im hohen mittleren Preissegment verkauft, stellten somit ein Statussymbol dar und waren besonders unter Jugendlichen äußerst begehrt. Frankreich und Deutschland stellten die stärksten Märkte für Chevignon dar.

### Übernahme durch NAF NAF
Anfang der 1990er Jahre ging in Frankreich das Interesse an Chevignon, auch aufgrund einer Rezession, zurück, und die Umsatzzahlen brachen ein. Das Unternehmen wurde 1994 schließlich von der französischen NAF NAF-Gruppe übernommen, welche 2007 zusammen mit dem Modelabel Kookaï wiederum von dem französischen Schuh-Konzern Vivarte gekauft wurde. Die Übernahme durch NAF NAF und die damit verbundene Finanzspritze sowie ein Restrukturierungsprogramm ermöglichten Chevignon zwar die Fortführung der weltweiten Expansion, doch ließ sie auch das Image von Chevignon verblassen. NAF NAF stellte mit Eingliederung der Marke Chevignon das eigene Herrenmode-Programm ein. Auch in Deutschland war der Umsatz aufgrund von Qualitäts- und Preisproblemen Mitte der 1990er Jahre rückläufig. Dem wurde durch mehrfachen Wechsel der Vertriebspartner, Aufbau einer NAF NAF-Zentrale in Neuss, Verkürzung der Lieferzeiten, Qualitätsverbesserungen und Einführung einer Damenmode-Linie versucht entgegenzuwirken.

### Neuausrichtung seit den 2000er Jahren
Das Chevignon-Logo wurde 2003 in den Farben grau und blau erneuert. Im Jahr 2007, als Vivarte übernahm, wurde das Logo erneut verändert und ähnelte in den Farben rot, beige und schwarz nun wieder dem ursprünglichen Schriftzug. In den späten 2000er Jahren wurden unter dem neuen Kreativdirektor Jean-Olivier Létard, welcher zuvor Assistent von Marc Jacobs bei Louis Vuitton gewesen war, bei Chevignon zwei separate Kollektionen eingeführt: Legend (Herren- und Damenmode sowie Accessoires mit Schwerpunkt Leder, seit 2007) und Unlimited (modischere Herrenmode im gehobenen Sportswear-Bereich und Accessoires, seit 2008). In Deutschland wurden ca. 30 Einzelhändler beliefert, existierende Chevignon-Boutiquen (bspw. Hamburg, Köln, Düsseldorf, Magdeburg und das Outlet in Zweibrücken) wurden sukzessive geschlossen. Im Winter 2009 erschien eine limitierte Wiederauflage der auf dem Rücken mit dem Bild einer Ente bestickten Togs Unlimited Daunenjacken aus den 1980ern.
Nach einer Reorganisation von Vivarte wurde Chevignon vom Mutterkonzern als Premium-Marke neu vermarktet. Chefdesigner wurde 2013 Yoann Le Creurer, der zuvor für Façonnable und Dior Homme gearbeitet hatte. 2016 erwirtschaftete Chevignon fast zwei Drittel des Jahresumsatzes von rund 150 Millionen Euro in China und Südamerika, in Europa war die Marke zu diesem Zeitpunkt nur in Frankreich und Spanien präsent. 2018/19 verkaufte die finanziell stark angeschlagene Vivarte-Gruppe Chevignon an das Schuhhandelskaufhaus Royer und die beiden Unternehmer Stephane Collaert und Thierry Le Guenic. Chevignon machte zu diesem Zeitpunkt nur noch ca. 24 Millionen Euro Umsatz und beschäftigte rund 180 Mitarbeitende.